# Biancamaria Frabotta
Biancamaria Frabotta (Roma, 11 giugno 1946 – Roma, 2 maggio 2022) è stata una poetessa e saggista italiana.
La sua poesia ha sintetizzato femminismo militante con una dizione lirica colta.

## Biografia
Nata e vissuta a Roma, si è laureata in lettere alla Sapienza con una tesi su Carlo Cattaneo. Militò nel Movimento degli Studenti, durante e dopo il Sessantotto, e soprattutto nel Movimento delle Donne, a partire dal 1972, impegnandosi anche nella politica attiva con il Partito di Unità Proletaria. Nel 1976 pubblicò Donne in poesia, che dà grande rilievo alla poesia di Amelia Rosselli e antologizza per la prima volta anche le giovanissime Patrizia Cavalli e Vivian Lamarque. Il volume tratta il tema della specificità del linguaggio poetico femminile, ripreso e ampliato in Letteratura al femminile (1980), che indaga le tracce del femminile anche nella letteratura maschile.
Gli interessi accademici di Biancamaria Frabotta si spostarono poi dall’Ottocento al Novecento: la prima monografia fu dedicata nel 1971 a Carlo Cattaneo, la seconda nel 1993 a Giorgio Caproni. Successivamente scrisse saggi e recensioni ad Amelia Rosselli, Franco Fortini, Toti Scialoja, Elsa Morante. 
Nel 1989 pubblicò il romanzo Velocità di fuga, vincitore del Premio popolare di poesia “Città di Tropea - Brutium Poesia Incontro 1989” (sezione narrativa). Nel 1994 condusse un ciclo di trasmissioni Rai dedicato al Canzoniere di Petrarca.
Fece parte degli Amici della Domenica per l’attribuzione del Premio Strega, e scrisse per il teatro una serie di atti unici raccolti in Trittico dell'obbedienza (1996). Come traduttrice, pubblicò con Bruno Mazzoni un'antologia della poetessa romena Ana Blandiana. Collaborò, tra gli altri, con Il manifesto e fu tra le cofondatrici della rivista L'Orsaminore.
Ebbe incarichi di docenza alla Sapienza, dove si era formata alla scuola di Walter Binni, fin dal 1969. Nel 2001 divenne professoressa ordinaria di Letteratura italiana moderna e contemporanea e curò la raccolta di saggi Arcipelago malinconia. Scenari e parole dell'interiorità per Donzelli, casa editrice con cui pubblicò otto anni dopo anche il volume di riflessioni autobiografiche Quartetto per masse e voce sola. Nel 2011 fu criticata dalla stampa in relazione ad una borsa di studio fatta vincere alla figlia di un suo editore, Donzelli. Nel 2013 fu nominata socia onoraria della “Società Italiana delle Letterate” (SIL).
Nel 2018 fu pubblicata la raccolta Tutte le poesie 1971-2017. In molti suoi testi vi sono riferimenti al paesaggio rurale di Cupi, nella Maremma grossetana, luogo abituale di soggiorno.

## Opere

### Poesia
- Affeminata, nota critica di Antonio Porta, Rivalba, Geiger, 1976.
- Il rumore bianco, prefazione di Antonio Porta, Milano, Feltrinelli, 1982.
- Appunti di volo e altre poesie, Roma, La Cometa, 1985.
- Controcanto al chiuso, Roma, Rossi & Spera, 1991 (2ª ed.: Roma, Edizioni della Cometa, 1994).
- La viandanza, Milano, Mondadori, 1995.
- Terra contigua, Roma, Empirìa, 1999.
- La pianta del pane, Milano, Mondadori, 2003.
- Gli eterni lavori, prefazione di Giorgio Patrizi, Genova, San Marco dei Giustiniani, 2005.
- I nuovi climi, prefazione di Maurizio Cucchi, Brunello, Stampa, 2007.
- Da mani mortali, Milano, Mondadori, 2012.
- Per il giusto verso, Lecce, Manni, 2015.
- Risatelle, con Brunello Tirozzi, Roma, Empirìa, 2016.
- Tutte le poesie 1971-2017, postfazione di Roberto Deidier, nota biobibliografica di Carmelo Princiotta, Milano, Mondadori, 2018.
- Passaggio a mezzogiorno, con Maria Grazia Calandrone, Marco Caporali, Giorgio Ghiotti, Gabriele Galloni, Ivonne Mussoni, Simone Zafferani, Mario De Santis, Sacha Piersanti, Brunello Tirozzi, Davide Toffoli, Illustrazioni di Francesca Casolani e Marino Melarangelo, Nota di Carmelo Princiotta, Acquaviva Picena, La Collana Isola, 2018.

#### In traduzione
- High Tide, Dublin, Poetry Ireland LTD, 1998 (versioni inglesi di poesie tratte da La viandanza).
- Poezii pentru Giovanna, traduzione di Ana Blandiana, Editura LiterNet, 2005.

### Traduzioni
- Ana Blandiana, Un tempo gli alberi avevano occhi, a cura di Biancamaria Frabotta e Bruno Mazzoni, Roma, Donzelli, 2004.

### Narrativa
- Velocità di fuga, Trento, Reverdito, 1989. (2ª ed.: Milano, Fve, 2022).

### Teatro
- Trittico dell'obbedienza, Palermo, Sellerio, 1996.

### Saggi autobiografici
- Quartetto per masse e voce sola, Roma, Donzelli, 2009.

### Studi
- Carlo Cattaneo, introduzione di Alessandro Galante Garrone, Lugano, Edizioni Ticino Nostro, 1971.
- Letteratura al femminile. Itinerari di lettura: a proposito di donne, storia, poesia, romanzo, Bari, De Donato, 1980.
- Giorgio Caproni. Il poeta del disincanto, Roma, Officina, 1993.
- L’estrema volontà. Studi su Caproni, Fortini, Scialoja, Roma, Perrone, 2010.

### Altre edizioni d'arte
- Tensioni, dialogo scenico con 12 disegni a colori di Rossana Lancia, Milano/Venezia, Eidos, 1989.
- Sopravvivenza del bianco, una poesia con sei maniere nere di Giulia Napoleone, Milano, Scheiwiller, 1997.
- Poesie per Giovanna, con un'incisione di Lorenzo Bruno, Ascoli Piceno, Grafiche Fioroni, 2004.

## Riconoscimenti
- 1989: Premio popolare di poesia “Città di Tropea - Brutium Poesia Incontro 1989” per la Narrativa per Velocità di fuga
- 1995: Premio Montale per La viandanza
- 2003: Premio LericiPea e Premio Dessì per La pianta del pane
- 2012: Premio «Città di Penne - Fondazione Piazzolla» per Da mani mortali
- 2015: Premio «L’olio della poesia»
- 2016: Premio «Città di Fiumicino», Premio «Alessandro Tassoni» e Premio «Don Luigi Liegro» alla carriera
- 2018: Premio di Poesia Città di Legnano - Giuseppe Tirinnanzi
- 2022: Laurea Apollinaris Poetica (postumo)[14]

Nel dicembre 2022 è stata intitolata a suo nome la sezione per la poesia femminile nell'ambito della prima edizione del Premio Eugenio Scalfari Città di Civitavecchia.